# Quan phòng Phó Quốc trưởng
Quan phòng Phó Quốc trưởng ( tiếng Đức : Stab des Stellvertreters des Führers, StdF) là cơ quan chính của Đảng Công nhân Đức Quốc gia Xã hội chủ nghĩa (Đảng Quốc xã). Phó Quốc trưởng Rudolf Hess (nhậm chức từ tháng 7/1933) đã bay đến Vương quốc Anh lưu vong vào năm 1941, do đó Quan phòng Đảng ( Partei-Kanzlei ) cũ bị giải tán và được Martin Bormann cải tổ thành Ban Bí thư và Tham mưu, bản thân ông này trở thành Trưởng Quan phòng.
Quan phòng đảng mới do Bormann thành lập đã can thiệp một cách táo tợn vào các vấn đề chính trị trong thể chế đảng và nhà nước Đức Quốc xã , ngự trị ở địa vị tối cao trong việc ra quyết định về các sự vụ quốc gia.